# Metoda mielogenetyczna

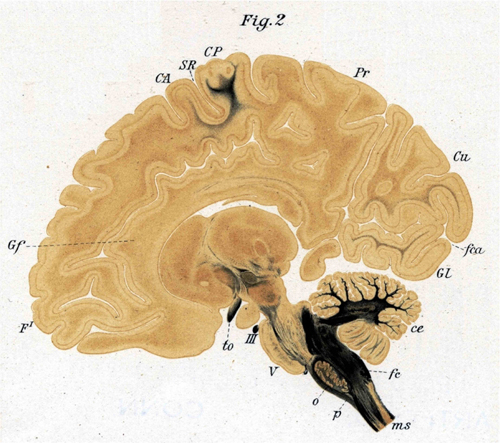
Preparat ukazujący pierwszy ulegający mielinizacji fragment kory mózgowej u 7-miesięcznego płodu

Metoda mielogenetyczna Flechsiga (niem. myelogenetische Methode) – metoda badań neuroanatomicznych wprowadzona przez Paula Flechsiga, oparta na zjawisku sekwencyjnego rozwoju osłonki mielinowej włókien nerwowych, czyli procesie mielinizacji. 
Odpowiednie barwienie preparatów pozwala w tej metodzie na rozróżnienie dróg nerwowych uzyskujących osłonkę mielinową w różnych okresach rozwoju.